# Cariana
Cariana (łac. Diœcesis Carianensis) – stolica historycznej diecezji w Cesarstwie Rzymskim (prowincja Byzacena), współcześnie w Tunezji. Wzmianki o biskupach tej diecezji pochodzą z V wieku. Od 1933 katolickie biskupstwo tytularne.

## Biskupi tytularni
| Lp. | Biskup                   | Od              | Do               |
| --- | ------------------------ | --------------- | ---------------- |
| 1   | Tadeusz Paweł Zakrzewski | 8 sierpnia 1938 | 12 kwietnia 1946 |
| 2   | René van Heusden SDB     | 13 lutego 1947  | 22 marca 1958    |
| 3   | Charles Salatka          | 11 grudnia 1961 | 5 stycznia 1968  |
| 4   | Aníbal Muñoz Duque       | 30 marca 1968   | 29 lipca 1972    |
| 5   | Marcial Ramírez Ponce    | 5 grudnia 1972  | 7 marca 1998     |
| 6   | Everard de Jong          | 12 grudnia 1998 |                  |